# Airampoa albisaetacens
Airampoa albisaetacens ist eine Pflanzenart in der Gattung Airampoa aus der Familie der Kakteengewächse (Cactaceae). Das Artepitheton albisaetacens leitet sich von den lateinischen Worten albus für ‚weiß‘ sowie saetacens für ‚mit Borsten‘ ab und verweist auf die Bedornung der Triebsegmenten der Art.

## Beschreibung
Airampoa albisaetacens wächst halbkriechend mit im Querschnitt runden und zur Spitze hin verjüngten Triebsegmenten von bis 5 Zentimeter Länge. Die bis zu 10 weißen Dornen sind biegsam, verdreht und ineinander verwoben.
Die roten oder selten weißen Blüten sind bis 5 Zentimeter lang. Ihr gehöckertes Perikarpell ist mit zahlreichen borstenartigen Dornen besetzt, die bis 1,5 Zentimetern lang sind.

## Verbreitung und Systematik
Airampoa albisaetacens ist in den bolivianischen Departamentos Chuquisaca, Oruro, Potosí und Tarija in Höhenlagen von 3100 bis 3900 Metern verbreitet.
Die Erstbeschreibung als Opuntia albisaetacens erfolgte 1936 durch Curt Backeberg. Alexander Borissovitch Doweld stellte die Art 2002 in die Gattung Airampoa. Weitere nomenklatorische Synonyme sind Platyopuntia albisaetacens (Backeb.) F.Ritter (1980) und Tunilla albisaetacens (Backeb.) D.R.Hunt & Iliff (2000).

## Nachweise